# VR 스나브토그 스베리게
VR 스나브토그 스베리게(VR Snabbtåg Sverige, MTRX)는 예테보리와 스톡홀름을 연결하는 개방형 도시간 철도 서비스를 운영하는 스웨덴 회사로, 핀란드 국영 철도 회사 VR 그룹의 자회사이다.

## 역사
VR 스나브토그 스베리게는 MTR 익스프레스라는 이름으로 2013년 7월 항철공사에 의해 설립되어 예테보리–스톡홀름 노선을 운영하였다. MTR 익스프레스는 2015년 3월 21일 슈타들러 플러트 전기 동력분산식 열차 6대를 투입하여 운행을 시작하였다.